# I Don't Believe You
I Don't Believe You è una canzone della cantante statunitense Pink. È stata pubblicata come 5° singolo a livello mondiale e come 6° singolo per il mercato australiano e neozelandese per l'album Funhouse, di cui promuove un'edizione speciale denominata Funhouse Tour Edition.

## Video
Nel video musicale diretto da Sophie Muller troviamo la cantante vestita da sposa che cammina per le stanze deserte del ristorante dove si era tenuto il suo matrimonio. Sopra una grande torta una ballerina in miniatura ruota su se stessa malinconicamente. La stanza del pranzo, con i tavoli imbanditi, è vuota e triste come la sala da ballo dove le luci da discoteca illuminano ancora la pista. Sfoglia nei ricordi attraverso un album fotografico e poi si guarda allo specchio cantando e urlando contro se stessa. Questa scena è molto commovente come tutto il video che spazia dalla dolcezza, alla tristezza potenziata dall'effetto del bianco e nero.

## Classifiche
| Classifica (2009) | Posizione massima |
| ----------------- | ----------------- |
| Australia         | 15                |
| Danimarca         | 23                |
| Europa            | 50                |
| Germania          | 17                |
| Lussemburgo       | 10                |
| Regno Unito       | 62                |
| Repubblica Ceca   | 7                 |
| Svezia            | 11                |